# Brendon Ayanbadejo
Oladele Brendon Ayanbadejo (Chicago, 6 settembre 1976) è un ex giocatore di football americano statunitense, di origini nigeriane e irlandesi, che ha giocato nel ruolo di linebacker nella National Football League (NFL) e nella Canadian Football League (CFL). Al college ha giocato a football a UCLA.

## Carriera professionistica

### Primi anni
Ayanbadejo inizialmente firmò con gli Atlanta Falcons della National Football League dopo non essere stato scelto nel draft il 23 aprile 1999. Fu membro delle squadre di allenamento di Falcons e Chicago Bears prima di passare ai Winnipeg Blue Bombers della Canadian Football League nel 2000, passando nel corso della stessa stagione ai Toronto Argonauts. Nella stagione 2001 giocò con gli Amsterdam Admirals della NFL Europe mentre nel 2002 fu coi BC Lions della CFL. Nel settembre 2002, la CFL nominò Ayanbadejo difensore del mese dopo aver fatto registrare due intercetti, 6 tackle come membro degli special team, 21 tackle difensivi, un passaggio deviato e 2 fumble recuperati.

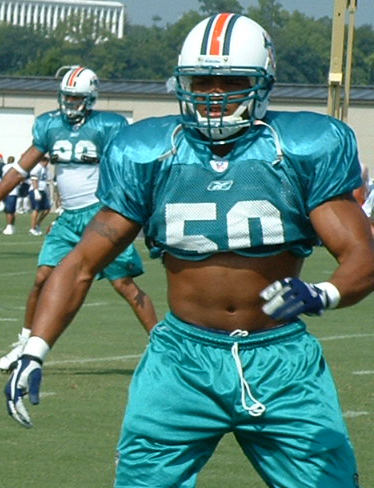
Ayanbadejo coi Dolphins nel 2003

### Miami Dolphins
Nel 2003 Brendon fece ritorno nella NFL coi Miami Dolphins. L'anno successivo, Ayanbadejo contribuì con una giocata a una delle conclusioni più clamorose della storia del Monday Night Football . Dopo aver subito un sack, il quarterback dei New England Patriots Tom Brady lanciò il pallone. Ayanbadejo lo intercettò e i Dolphins vinsero quella gara per un punto.

### Chicago Bears
Nell'estate 2005, Ayanbadejo fu scambiato coi Chicago Bears. Con loro fu convocato per due Pro Bowl consecutivi come membro degli special team nel 2006 e nel 2007.

### Ritorno ai Baltimore Ravens
Il 6 marzo 2008, Ayanbadejo firmò un contratto quadriennale del valore di 4,9 milioni di dollari coi Baltimore Ravens, inclusi 1,9 milioni di bonus alla firma. Quell'anno fu convocato per il terzo Pro Bowl consecutivo sempre come membro degli special team. Nel 2009, Ayanbadejo iniziò ad avere un ruolo maggiore nella difesa dei Ravens. Nella settimana 3 contro i Cleveland Browns, Ayanbadejo fece registrare 6 tackle, un sack e un intercetto. Per quella prestazione fu premiato come miglior difensore della AFC della settimana. La settimana successiva contro i Patriots si infortunò a un quadricipite perdendo tutto il resto della stagione.
Il 24 ottobre 2011, in una gara del Monday Night football, Ayanbadejo fu espulso per aver colpito l'offensive lineman dei Jacksonville Jaguars Guy Whimper al volto.
Nella stagione 2012 giocò tutte le 16 gare della stagione regolare incluse 3 da titolare, stabilendo un primato in carriera con 43 tackle, oltre a un sack e un passaggio deviato. I Ravens arrivarono fino al Super Bowl XLVII contro i San Francisco 49ers.
Il 3 aprile 2013 fu svincolato dai Ravens.

## Palmarès

### Franchigia
- Super Bowl : 1

Baltimore Ravens: Super Bowl XLVII
- National Football Conference Championship: 1

Chicago Bears: 2006
- American Football Conference Championship: 1

Baltimore Ravens: 2012

### Individuale
- Convocazioni al Pro Bowl: 3

2006, 2007, 2008
- First-team All-Pro: 2

2006, 2008
- CFL All-Star: 1

2002

## Statistiche
| Tackle totali | 251 |
| Sack          | 4,5 |
| Intercetti    | 2   |

Statistiche aggiornate al 28 gennaio 2013